# Ferdinand von Schirach

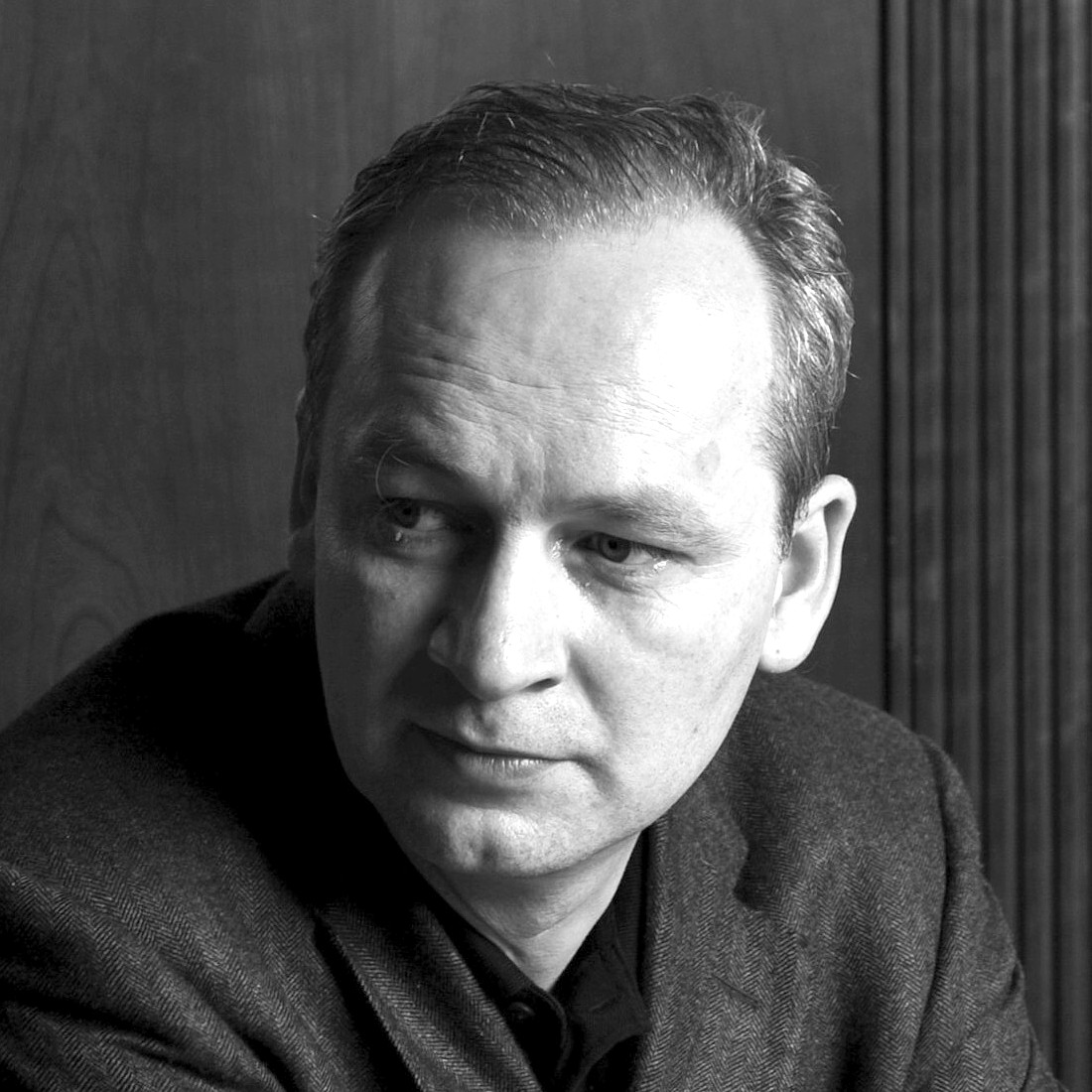
Ferdinand von Schirach, 2009

Ferdinand Benedikt von Schirach (* 12. Mai 1964 in München) ist ein deutscher Schriftsteller und Jurist. Bekannt wurde er auch als Strafverteidiger in den Berliner Mauerschützenprozessen von 1991 bis 2004.

## Biographie

### Kindheit und Ausbildung
Schirach ist Sohn des Münchner Druckereikaufmanns Robert von Schirach (1938–1980) und Enkel des NS-Reichsjugendführers Baldur von Schirach und dessen Ehefrau Henriette sowie Neffe des Sinologen Richard von Schirach. Sein Urgroßvater war der Hitler-Fotograf Heinrich Hoffmann.
Schirachs Mutter Elke (geb. Fähndrich) ist eine Enkelin des Trossinger Unternehmers und NSDAP-Politikers Fritz Kiehn, in dessen Unternehmen, den Efka-Werken, Robert von Schirach eine Ausbildung absolviert hatte und dann zunächst als Facharbeiter beschäftigt war. Sein älterer Bruder ist der Geschäftsmann und Schriftsteller Norris von Schirach.
Über das Verhältnis zu seinem Großvater Baldur äußerte sich Schirach 2011 in einem Essay im Spiegel. Über seine Großmutter Henriette sagte er: „Dass meine Großmutter auch nach dem Krieg, nach den Bildern der Befreiung von Auschwitz, Gegenstände und Kunstwerke von den Behörden herausforderte, die jüdischen Familien geraubt wurden, erfüllt mich mit Scham und Wut. Das ist eine zweite Schuld, eine Wiederholung der furchtbaren Verbrechen, ein erneuter Raub.“ Er finanzierte mit Hilfe des Deutschen Zentrums Kulturgutverluste eine Studie über den Kunstbesitz seiner Großeltern, die im April 2019 veröffentlicht wurde.
Schirach wuchs bis zum Alter von vier Jahren in München auf. Danach verbrachte er seine Kindheit auf dem Anwesen des Unternehmers Fritz Kiehn, seines Urgroßvaters mütterlicherseits, in Trossingen auf der Baar. Nach der Scheidung seiner Eltern besuchte er ab dem Alter von zehn Jahren bis zum Abitur 1984 das von Jesuiten geführte Kolleg St. Blasien. Danach trat er aus der Kirche aus und ging zur Bundeswehr.

### Karriere
Schirach absolvierte ein Jurastudium in Bonn und machte sein Referendariat in Aachen und Berlin.
Er ließ sich 1994 in Berlin als Rechtsanwalt nieder, spezialisiert auf Strafrecht. Schirach vertrat unter anderen den Agenten Norbert Juretzko, ferner Günter Schabowski in den Berliner Mauerschützenprozessen.
Im Jahre 2008 machte er von sich reden, als er im Rahmen der Liechtensteiner Steueraffäre Strafanzeige gegen den Bundesnachrichtendienst erstattete und als er im Namen der Familie des verstorbenen Schauspielers Klaus Kinski Strafanzeige erstattete, nachdem das Landesarchiv Berlin mit Zustimmung des Berliner Landesbeauftragten für den Datenschutz Alexander Dix dessen Krankenakte veröffentlicht hatte. Im Jahre 2009, mit 45 Jahren, veröffentlichte er seine ersten Kurzgeschichten. Seine Bücher erscheinen in mehr als 40 Ländern. Die Gesamtauflage bis 2022 lag bei zehn Millionen verkauften Büchern.
Im Februar 2010, als der Missbrauchsskandal in der römisch-katholischen Kirche in Deutschland öffentlich thematisiert wurde, schrieb er im Spiegel anlässlich der Missbrauchsfälle am Kolleg St. Blasien über seine Erfahrungen an diesem Internat.

## Bücher

### „Verbrechen“, 2009
Der Erzählband mit Kurzgeschichten basiert auf Fällen aus seiner Kanzlei. Verbrechen ist 2009 auch als Hörbuch, gesprochen von Burghart Klaußner, erschienen. Außerdem gibt es mittlerweile mehrere Verfilmungen.

### „Schuld“, 2010
Wie der Band Verbrechen enthält es Erzählungen aus dem anwaltlichen Alltag. Das von Burghart Klaußner gelesene Hörbuch gewann den Deutschen Hörbuchpreis 2011. Die Constantin Film kaufte die Filmrechte an diesem Buch. In drei Staffeln ist für das ZDF eine Krimiserie mit 45-minütigen Episoden entstanden, die 2015, 2017 und 2019 erstmals ausgestrahlt wurden.

### „Der Fall Collini“, 2011
Das Buch Der Fall Collini erzählt vom Mord an dem Industriellen Hans Meyer, der früher NS-Offizier in Italien war.
Bundesjustizministerin Leutheusser-Schnarrenberger setzte am 11. Januar 2012 eine unabhängige Kommission zur Aufarbeitung der NS-Vergangenheit im Bundesministerium für Justiz ein und verwies dabei unter anderem auf den Fall Collini. Das Wall Street Journal in New York zählte den Roman zu den „10 Best Mysteries of 2013“. Das Buch wurde für den Los Angeles Times Book Prize 2014 nominiert.
Der Fall Collini wurde vom WDR zu einem Hörspiel umgearbeitet (Regie: Uwe Schareck). Die Erstausstrahlung fand am 8. März 2014 statt.
Das Buch wurde unter der Regie von Marco Kreuzpaintner als Der Fall Collini verfilmt. Der Film kam am 18. April 2019 in die deutschen Kinos.

### „Carl Tohrberg“, 2012
Im Jahr 2012 veröffentlichte Schirach drei Kurzgeschichten im Erzählband „Carl Tohrbergs Weihnachten“ im Piper Verlag. Das Taschenbuch erschien 2017 unter dem Titel „Carl Tohrberg. Drei Stories“.

### „Tabu“, 2013
Im September 2013 veröffentlichte Schirach den Roman Tabu. In diesem Roman werden die Themen Schuld und Sühne, Verbrechen und Strafe am Beispiel der Lebensgeschichte des Installationskünstlers Sebastian von Eschburg behandelt.
In Tokio wurde Tabu am Neuen Nationaltheater als Theateradaption aufgeführt. Am 26. Februar 2017 wurde Tabu als Theateradaption in Hamburg am Altonaer Theater aufgeführt. Am 15. März 2019 erfolgte die Wiederaufnahmepremiere dieser Inszenierung von Tabu an den Schauspielbühnen Stuttgart.

### „Die Würde ist antastbar“, 2014
Im August 2014 erschienen die gesammelten Essays, die Schirach für den Spiegel geschrieben hatte, in dem Band Die Würde ist antastbar. Das Buch stieg auf Platz 2 der Bestsellerliste des Spiegels ein. Die Rezensionen waren positiv. Im NDR hieß es, Schirachs „Ringen um klaren Ausdruck, die schnörkellosen Sätze sind der rhetorische Beweis für die Klarheit seiner Gedanken“, und die Hannoversche Allgemeine Zeitung nannte die Texte „über den Tag hinaus gültig“. In einem Interview mit dem Standard erklärte Schirach, er möge den Begriff „Intellektueller“ nicht, er habe nur ein paar Dinge aufgeschrieben, die ihm durch den Kopf gingen. „Tatsächlich ist es nur mein Unbehagen – die Welt scheint zu kompliziert für mich geworden zu sein, vieles verstehe ich einfach nicht.“ In demselben Interview sagte Schirach, er habe gerade ein Theaterstück fertiggestellt, über dessen Film- und Aufführungsrechte verhandelt werde.

### „Die Herzlichkeit der Vernunft“, 2017
Im Oktober 2017 veröffentlichten Alexander Kluge und Schirach einen Gesprächsband mit dem Titel Die Herzlichkeit der Vernunft. Das Buch enthält fünf Gespräche über Sokrates, Voltaire, Kleist, Politik und Schirachs Theaterstück Terror. Die literarische Welt druckte vorab das Gespräch über Sokrates mit Modeaufnahmen von Karl Lagerfeld, was die gesamte Ausgabe des gedruckten Einlegers einnahm. In einem Interview mit dem Deutschlandfunk erklärte Schirach, das Buch sei dadurch entstanden, dass Kluge und er in den vergangenen Jahren mehrere Filminterviews und eine Reihe von Gesprächen aufgezeichnet hätten.

### „Strafe“, 2018
Im März 2018 erschien Schirachs Kurzgeschichtenband Strafe, in dem zwölf Schicksale beschrieben werden. Der Stern druckte in seiner Ausgabe vom 22. Februar 2018 eine Geschichte vorab. Das heute-journal stellte das Buch in der Nachrichtensendung vom 7. März 2018 vor und nannte die Texte „schonungslos, präzise, manchmal kalt distanziert, dann wieder zutiefst menschlich.“ In einem Interview mit Deutschlandfunk Kultur erklärte Schirach, Strafe komplettierte die Reihe, die er mit Verbrechen und Schuld begonnen habe. Die Trilogie sei von Anfang an so geplant gewesen, sie entspreche der Prüfungsreihenfolge einer Anklage vor Gericht. In einem Interview mit Nils Minkmar im Spiegel sagte Schirach zu dem Buch: „Viele Menschen in meinen Erzählungen sind einsam. Es ist das Grundgefühl, das ich mit meinen Figuren teile.“
Das Feuilleton nahm den Erzählungsband positiv auf. Anne Siemens schrieb am 11. März 2018 in der Frankfurter Allgemeinen Sonntagszeitung: „Sein neuer Band ‚Strafe‘ hat an Intensität noch gewonnen; er lässt den Leser mit aufgewühlter Seele zurück und zugleich jedoch beeindruckt, auch glücklich über die Kunst Schirachs, in wenigen Sätzen – manchmal nur in einem – große Fragen des Lebens zu fassen.“ Uwe Wittstock schrieb in der Ausgabe des Focus vom 2. März 2018: „Ferdinand von Schirach ist kein Schriftsteller des lauschigen Halbdunkels. Er schreibt eine Literatur der Klarheit, der Helligkeit, eine Literatur, die genau hinsieht, auch wenn nicht schön ist, was dabei zum Vorschein kommt.“ Die Frankfurter Rundschau urteilte: „Schirach ist ein Könner im Weglassen. Gerade seine kürzesten Geschichten besitzen, so hart sie oft sind, die Gnade des erschrockenen Schweigens.“ Die Abendzeitung schrieb am 5. März 2018: „Kaum ein anderer Schriftsteller kann mit so wenigen Worten so tiefe Gefühle beschreiben und auslösen. Schirach ist ein mitfühlender, zutiefst menschlicher Erzähler.“
Schirach stellte das Buch in einer Premierenlesung in der ausverkauften Berliner Philharmonie zusammen mit den Philharmonikern Guy Braunstein, Olaf Maninger und Amihai Grosz vor. Der rbb übertrug die Lesung im Livestream und im Programm.
Das Buch stieg in der ersten Woche auf Platz 3 der Bestsellerliste des Spiegels ein und erreichte in der zweiten Woche Platz 1.
Im Juni 2018 kritisierte Thomas Fischer auf der Onlineplattform meedia „die Elogen (…) über den unvergleichlich ‚präzisen‘, ‚lakonischen‘, ‚empathischen‘ Stil Schirachs“ und wies nach, dass einzelne Fälle nicht der Fallpraxis des Autors entstammten, sondern Entscheidungen des Bundesgerichtshofs nachempfunden sind. Sabine Rückert hielt dem entgegen, dass Schirach selbst in zahlreichen Interviews erklärt hatte, seine Geschichten seien „wahr, aber nicht in dem Sinne, dass alle so passiert sind“, sondern weil sie Literatur seien.
Der Präsident des Bundesverfassungsgerichts Andreas Voßkuhle sagte in einem Interview in der Süddeutschen Zeitung, er freue sich über den Erfolg der Bücher von Ferdinand Schirach, denn „sie zeigen auf eingängige Weise, wie vermeintlich einfache Rechtsfragen mit großen anderen Fragen verbunden sind – Schuld, Sühne, Freiheit, Gerechtigkeit, Liebe, Hass. Und dass es mitunter schwerfällt, eindeutige Antworten auf diese Fragen zu finden.“

### „Kaffee und Zigaretten“, 2019
Ferdinand von Schirach gibt in 48 Kapiteln Beobachtungen aus seinem Leben wieder. Er schildert seine Depressionen, einen Suizidversuch im Alter von 15 Jahren, Begegnungen mit Imre Kertész, Lars Gustafsson oder Michael Haneke und schreibt über seinen Großvater Baldur von Schirach. Das Buch blieb elf Wochen auf Platz 1 der Spiegel-Bestsellerliste und war mit Stand vom 8. Dezember 2019 auf Platz 2 der meistverkauften Bücher 2019.
Nach einer Rezension im NDR beschwört Schirach dabei „mit feiner Ironie, untergründigem Humor, leiser Verzweiflung, was ihn verzweifeln lässt und was ihn rettet. Von Schirach ist ein Moralist ohne ausgestellte Moral. Nationalsozialismus, Deutscher Herbst und Rock ’n’ Roll, Joseph Beuys’ Fettecke, Autoren wie Hemingway, Gustafsson und Mark Twain – natürlich das Rauchen, das Entdecken der Heimat auf Reisen. Von Schirach ist ein Meister der Parabel – er erzählt fesselnd seine Geschichte, die zugleich ein Stück unserer Geschichte ist.“
Arno Widmann findet den Klappentextvergleich mit Kafka und Kleist, den die New York Times angestellt hat, unpassend, wirft dies aber nicht dem Autor vor. Von den 48 sehr unterschiedlichen und meist pointierten Texten, die weder für sich noch untereinander einen Zusammenhang stiften, erwähnt er die Darstellung des Großvaters des Autors Baldur von Schirach, der für seine Identitätsbildung „aus Wut und Scham“ wesentlich war. Widmann sieht im „Vielleicht“ den „Kammerton der Schirachschen Prosa“, den Schirach in Abgrenzung gegen die „mörderische Selbstgewissheit“ des Großvaters entwickelt habe. Es fehlt Widmann jedoch in den „müden“ und „umweltverträglichen“ Texten die bleibende Auseinandersetzung mit diesem Schreckbild im Innern des Autors. Schirachs Lakonie sei außerdem asexuell, der Abstand, den wir bräuchten, werde leicht zu dem, an dem wir sterben, dies führe Schirach in jeder Erzählung vor, in der er selbst das „Ausstellungsstück“ sei. Dass Schirach seine Texte „immer abstoßend durchsichtig konstruiere“, sei ihm nicht vorzuwerfen, „wenn es der einzige Wege wäre, in dem dieser Mann sich äußern, also sein Inneres nach außen schütten könnte.“
Hubert Winkels hebt den ersten der nummerierten Texte hervor, einen „kursorische(n) Schnelldurchgang durch Kindheit und Jugend“, den Schirach befremdlicherweise nach dem gleichen Muster wie die Dutzende Fallgeschichten in seinen Storybänden texte. In den Gerichtsgeschichten mache sich ein Strafrechtsanwalt die Perspektive des jeweiligen Angeklagten zu eigen, in der Eröffnungsgeschichte sei der Erzähler selbst der Gegenstand, erfinde sich selbst, wobei der Leser aus zu wenigen berichtenden und auch poetisch vorgetragenen Elementen zu viel konstruieren müsse. Schirachs lakonischer Stil zeige einen „fatalistische(n) Grundkurs“. „Enttäuschung, Glücksferne, Erschrecken über die Conditio humana im Allgemeinen, über das kriegerische Menschengeschlecht und die jüngere deutsche Geschichte im Besonderen grundieren diesen so gut wie alle folgenden Texte.“ Eine Kompilation von Zitaten ergäbe nach Meinung von Winkels ein kleines Brevier des zeitgenössischen Stoizismus: „Es ist unverkennbar, er will uns Wichtiges über die Vergeblichkeit des Lebens und seiner eben daraus resultierenden Würde sagen.“

### „Trotzdem“, 2020
Im Mai 2020 erschien der Gesprächsband „Trotzdem“ von Ferdinand von Schirach und Alexander Kluge im Luchterhand Literaturverlag. Das Buch enthält zwei Gespräche der beiden Schriftsteller über die Covid-19-Pandemie. Sie streifen dabei vor allem historische Themen wie Thomas Hobbes, David Hume, Montesquieu, Carl Schmitt und das Erdbeben von Lissabon. Das Buch stieg auf Platz 1 der Spiegel-Bestsellerliste ein.

### „Jeder Mensch“, 2021
Im April 2021 erschien von Ferdinand von Schirach das Buch Jeder Mensch im Luchterhand Literaturverlag. In einem Interview mit Heinrich Wefing von der Zeit sagte Schirach dazu: „Die europäischen Verfassungen sind vor langer Zeit geschrieben worden, viele der heutigen Probleme kennen sie natürlich nicht. Sie wussten nichts vom Internet, von der Globalisierung oder dem Klimawandel. Wir haben längst eine neue Epoche betreten, die Umwälzungen der letzten Jahrzehnte waren gewaltig. Der Rahmen, in dem wir leben, muss deshalb erweitert werden.“ In einem Beitrag des heute-journals wurden die sechs neuen Grundrechte vorgestellt. Auf der europaweiten Kampagnenplattform WeMove.eu fordert die Stiftung Jeder Mensch auf, dass jeder Mensch sich für eine Weiterentwicklung des Rechtsrahmens unseres Lebens in Europa aussprechen soll.
Die von Ferdinand von Schirach formulierten und auch im Internet zur Diskussion gestellten neuen Grundrechte lauten:
Artikel 1 – Umwelt:
Jeder Mensch hat das Recht, in einer gesunden und geschützten Umwelt zu leben.
Artikel 2 – Digitale Selbstbestimmung:
Jeder Mensch hat das Recht auf digitale Selbstbestimmung. Die Ausforschung oder Manipulation von Menschen ist verboten.
Artikel 3 – Künstliche Intelligenz:
Jeder Mensch hat das Recht, dass ihn belastende Algorithmen transparent, überprüfbar und fair sind. Wesentliche Entscheidungen muss ein Mensch treffen.
Artikel 4 – Wahrheit:
Jeder Mensch hat das Recht, dass Äußerungen von Amtsträgern der Wahrheit entsprechen.
Artikel 5 – Globalisierung:
Jeder Mensch hat das Recht, dass ihm nur solche Waren und Dienstleistungen angeboten werden, die unter Wahrung der universellen Menschenrechte hergestellt und erbracht werden.
Artikel 6 – Grundrechtsklage:
Jeder Mensch kann wegen systematischer Verletzungen dieser Charta Grundrechtsklage vor den Europäischen Gerichten erheben.
Im Koalitionsvertrag 2021 zwischen SPD, Bündnis 90/Die Grünen und FDP wurden an zahlreichen Stellen die Forderungen aus „Jeder Mensch“ festgeschrieben. In der Zeit wird Schirach damit zitiert: „Das Ergebnis begeistert mich. Ich freue mich sehr, dass im Koalitionsvertrag die Ideen von Jeder Mensch aufgegriffen wurden und breit Eingang gefunden haben.“ Lediglich Artikel 4 – Wahrheit – wurde in den Koalitionsvertrag nicht aufgenommen.
Patrick Bahners nannte in der Frankfurter Allgemeinen Zeitung sowohl die Darstellung der Zeit wie auch die des entsprechenden Wikipedia-Artikels – dieses hier – „Fan-Fiktion“. Es gebe nicht den geringsten Hinweis darauf, dass Schirachs Forderungen in den Koalitionsvertrag Eingang gefunden hätten.

### „Nachmittage“, 2022
Am 24. August 2022 erschien im Luchterhand Literaturverlag das Werk „Nachmittage“. Der Verlag schreibt dazu: „Ferdinand von Schirach erzählt [darin] von milden Frühsommermorgen, verregneten Nachmittagen und schwarzen Nächten. Seine Geschichten spielen in Berlin, Pamplona, Oslo, Tokio, Zürich, New York, Marrakesch, Taipeh und Wien. Es sind kurze Geschichten über die Dinge, die unser Leben verändern, über Zufälle, falsche Entscheidungen und die Flüchtigkeit des Glücks. Schirach erzählt von der Einsamkeit der Menschen, von der Kunst, der Literatur, dem Film und immer auch von der Liebe.“ Das Buch stieg auf Platz 1 der Spiegel-Bestsellerliste ein.
Einer Rezension des NDR zufolge brillierten insbesondere Schirachs Ortsbeschreibungen. Als wiederkehrendes Motiv erkennt der Rezensent Erinnerungen, in denen sich Menschen zeigten, die zu allem fähig seien. Der Rezensent resümiert: „Ein, zwei Nachmittage genügen, um das eher schmale Bändchen zu lesen. Doch die Bilder, Ideen und Geschichten darin hallen noch lange nach.“
Für Julia Schröder (SWR2) ist „erlesene Melancholie“ die vorherrschende Stimmung in den Texten. Schirach lande in „Nachmittage“ vielfach wieder bei seinen Lebensthemen, „Schuld, Verbrechen und Strafe, Sühne und Rache“. Die Rezensentin kritisiert die „Nonchalance“, mit der von Schirach seine Settings wähle und meint, dass „Nachmittage“ neben starken Texten auch viel Überflüssiges enthalte.
Gerrit Bartels (Der Tagesspiegel) findet, die Texte in „Nachmittage“ seien „ganz und gar globaler Natur“. Die Geschichten spielen in Japan, New York, Taiwan, Marokko, Oslo und Paris. Als Leitmotiv bestimmt der Kritiker ein „elegisch-trauriges“ Driften durch die Welt. Formal seien alle Geschichten gleich aufgebaut, manchmal versuche sich Schirach an einem „Scott-Fitzgerald-Short-Story-Sound“, was ihm selten gelinge. In einer Geschichte wirke es so, als porträtiere sich der Autor im Erzähler selber – alle Erzählungen und Reflexionen des Bandes sind jedoch erklärtermaßen autobiografisch grundiert.
Felix Stephan (Süddeutsche Zeitung) sieht in den Texten eine „schöne, milde Gesamttraurigkeit“, die Teil des poetologischen Konzeptes sei. Der Rezensent findet die Unterhaltungen in den Geschichten oft „fürchterlich banal“, man könne sich aber nie ganz sicher sein, ob die Banalität wirklich zum Programm gehöre oder nicht. Fast alle Nebenfiguren seien reich, talentiert oder berühmt. Diese „Akkumulation an Hochglanzfiguren“ sei nicht per se problematisch, aus dem Reichtum der Figuren folge nur nichts. „Märchenhafter Reichtum“ sei zwar permanent handlungstreibend, aber kein Gegenstand der Betrachtung. Dies erklärt sich der Rezensent auch aus dem Beruf des Autors, der eine Position „gepolsteter Isolation“ fördere. Für den Rezensenten ist die „rätselhafte, exquisite Traurigkeit des Erzählers“ darum kein „existenzieller Ausdruck einer universellen Verloren[heit] in einer kontingenten Welt“, sondern ein „Ausdruck des Bedauerns, keinerlei sinnstiftende Verbindung zur Außenwelt herstellen [zu können], eine seufzende Abwendung ins Innere“.

## Theater

### „Terror“, 2015
Im Januar 2014 wurde bekannt, dass Schirach an einem Theaterstück schrieb. Das Stück Terror startete mit einer Doppeluraufführung am 3. Oktober 2015 am Deutschen Theater Berlin und am Schauspiel Frankfurt.
Auf der Bühne steht vor einem fiktiven Berliner Schwurgericht der Abschuss eines Passagierflugzeugs durch den Luftwaffenmajor Lars Koch zur Verhandlung. Ein Terrorist hatte ein Passagierflugzeug mit 164 Menschen an Bord auf dem Flug von Berlin nach München entführt und die Piloten gezwungen, Kurs auf die voll besetzte Allianz Arena in München zu nehmen. Gegen den Befehl seiner Vorgesetzten schoss der Kampfpilot der Luftwaffe auf Basis von utilitaristischen Erwägungen das Flugzeug ab, alle Passagiere starben. Der Mann muss sich vor Gericht für sein Handeln verantworten, das gegen den kantischen kategorischen Imperativ verstößt. Wie in einer Gerichtsverhandlung plädieren zum Schluss die Staatsanwältin und der Verteidiger des Angeklagten.
Ein unkonventionelles Stilelement des Werkes ist, dass am Schluss das Publikum als Jury fungiert.
Die Deutsche Bühne schrieb (in der Ausgabe vom September 2015) über das Stück: „Das bemerkenswerteste neue Stück der Spielzeit ist zweifellos Ferdinand von Schirachs Terror.“ Deutschlandradio Kultur bezeichnete das Stück als „Anstiftung zu einem moralischen Diskurs“. Die Deutsche Bühne sprach von einer „genialisch sachlichen, fast kargen Sprache“ und die Süddeutsche Zeitung erklärte, dass es „kein Wunder“ sei, „dass die Theater geradezu gierig nach diesem Stoff greifen – als hätte ihn ein Friedrich Schiller der Gegenwart geliefert“, und nannte den „abgründigen Moralisten“ Ferdinand Schirach den „erfolgreichsten Dramatiker dieser Spielzeit“. Reinhard Tschapke urteilte für die Nordwest-Zeitung über die Aufführung des Oldenburgischen Staatstheaters: „Das ist kein Stück, sondern ein Ereignis.“
Bisher fanden 56 Premieren des Stückes statt, darunter auch auf zahlreichen Bühnen in Österreich und der Schweiz. Premieren wurden auch in Japan und Venezuela gezeigt, weitere Aufführungen sind für Ungarn, Dänemark, Israel und die USA angekündigt (Stand: November 2016). Der Gustav Kiepenheuer Bühnenvertrieb listet auf seiner Internetseite die Premieren und die weltweiten Abstimmungsergebnisse des Stückes auf.
Nach einer Meldung in Ausgabe 28/2017 des Spiegel ist Schirachs Theaterstück eines der „erfolgreichsten zeitgenössischen Bühnenstücke“, es sei bis dato in 60 Theatern in elf Ländern gezeigt und alleine in Deutschland 1110 mal aufgeführt worden. Dem Deutschen Bühnenverein zufolge war das Stück „mit großem Abstand Spitzenreiter im deutschen Schauspiel der Spielzeit 2016/2017“. Es habe damit Goethes Faust als erfolgreichstes Stück abgelöst. Nach seiner Werkstatistik war Schirach damit nach William Shakespeare der beliebteste Autor in Deutschland, Österreich und der Schweiz. Mittlerweile wird das Stück auf allen fünf Kontinenten gespielt.
Anlässlich des fünfhunderttausendsten Besuchers des Theaterstücks hat der Gustav Kiepenheuer Bühnenvertrieb Stimmen von Regisseuren und Intendanten zu dem Stück veröffentlicht.
Die Filmrechte wurden an die Moovie GmbH (Oliver Berben, Constantin Film) verkauft. Der Stoff wurde unter der Regie von Lars Kraume verfilmt und am 17. Oktober 2016 erstmals im Abendprogramm der ARD und gleichzeitig im ORF und dem SRF mit dem Titel Terror – Ihr Urteil ausgestrahlt.
Der Norddeutsche Rundfunk produzierte aus dem Theaterstück ein Hörspiel unter der Regie von Ulrich Lampen. Die Erstsendung erfolgte am 13. November 2016, genau ein Jahr nach der Anschlagserie von Paris, die sich gegen diverse Ziele in der französischen Hauptstadt (Bataclan und andere) gerichtet hatte.

### „Gott“, 2020
Am 10. September 2020 feierte Schirachs Theaterstück Gott nach Terror wiederum mit einer Doppeluraufführung, nämlich am Berliner Ensemble und am Düsseldorfer Schauspielhaus, Premiere; bis April 2021 waren noch in zwölf weiteren Theatern Erstaufführungen geplant.
Der Ansatz des Stückes ist das Urteil des Bundesverfassungsgerichts zur Sterbehilfe vom 26. Februar 2020. In einem Interview mit Volker Weidermann im Spiegel sagte Schirach dazu: „Das war ein Jahrhunderturteil. Die Richter stärkten das Prinzip der Autonomie des Menschen, seine freie Verfügung über seinen eigenen Lebensentwurf. Somit darf er selbst über seinen Todeszeitpunkt bestimmen, ohne dass andere ihm dieses Recht streitig machen dürfen.“ Weidermann schreibt, dass Schirach in dem Theaterstück kein Plädoyer geschrieben habe, aber den Anwalt im Stück, der „sich doch sehr ähnlich anhöre wie sein Erfinder“, über das Urteil des Bundesverfassungsgerichts sagen lasse: „Dieses Urteil ist Aufklärung im eigentlichen, im besten Sinn. Es ist lebensfreundlich, weil es vom Tode weiß. Es ist menschlich, weil es unser Leiden versteht. Nach Jahrhunderten in Dunkelheit können wir heute frei sein. Und vor der Freiheit der Menschen müssen wir keine Angst haben.“
In einem Interview mit der NZZ am Sonntag hat Schirach das Theaterstück so zusammengefasst: „Es gibt kein Schicksal und kein Erheben darüber. Es gibt nur das Leben mit seinen unendlichen Möglichkeiten. Sie gestalten Ihr Leben nach Ihren Vorstellungen. Deshalb ist es für manche Menschen richtig, dass sie um Hilfe zum Suizid bitten dürfen. Ein Arzt darf ihnen nach dem Urteil des Bundesverfassungsgerichts jetzt dabei helfen. Sie haben natürlich das Recht, das Leben als Schicksal zu betrachten, als Leid, das Sie auf sich nehmen müssen. Sie dürfen das so sehen, wer soll Sie auch daran hindern? Genau deshalb wird immer die eine Frage bleiben, um die sich das Theaterstück dreht: Ist der Suizid und die Beihilfe dazu für Sie persönlich moralisch richtig? Entspricht das Ihren Vorstellungen, Ihrem eigenen Lebensentwurf? Das müssen Sie für sich allein entscheiden. Es geht mir nur darum, dass Ihre eigene Entscheidung nicht für alle Menschen gilt.“
In einer Reaktion auf die Fernsehverfilmung, die im November 2020 ausgestrahlt wurde, kritisierten Palliativmediziner das Stück und stellten eine Reihe von Grundannahmen von Schirachs in Frage. Auch würde das Stück die Arbeit von Palliativmedizinern entwerten.
Auf einer eigenen Webpräsenz wird auch für Gott angezeigt, an wie vielen Theaterorten weltweit das Stück bislang angekündigt oder aufgeführt wurde. An all diesen Bühnen stimmt das Publikum über die Frage der Sterbehilfe ab; die Ergebnisse werden online zugänglich gemacht.

### "Regen", 2023
Ferdinand von Schirachs Buch »Regen« ist eine Erzählung in Form eines Theatermonologs, den Ferdinand von Schirach im Herbst 2023 im Rahmen einer großen Premierentournee auf zahlreichen deutschen Bühnen selbst aufführte: Ein Mann kommt durchnässt aus dem Regen in eine Bar – auf die Bühne – und denkt über Verbrechen und Strafen nach, über das Großartige und das Schreckliche unserer Zeit, über die Würde des Menschen, die Einsamkeit, die Liebe, den Verlust und das Scheitern.
Erschienen ist das Buch am 23. August 2023 unter dem Verlag "Luchterhand". 

## Verfilmungen

### „Glück“, 2012
Doris Dörrie drehte im Jahr 2012 nach einer Geschichte aus dem Kurzgeschichtenband Verbrechen den gleichnamigen Film Glück.

### „Verbrechen“, 2013
Die Constantin Film kaufte die Filmrechte an den Büchern Verbrechen und Schuld.
Sechs der Kurzgeschichten aus dem Band Verbrechen wurden im April 2013 als Mini-Serie im ZDF unter dem Titel Verbrechen nach Ferdinand von Schirach gezeigt. Produzent war Oliver Berben. Als erste deutschsprachige Drama-Serie wurde der Mehrteiler nach Taiwan verkauft, wo Schirachs Bücher Bestseller sind. Die Serie wurde 2014 für den Grimme-Preis nominiert.

### „Schuld“, 2014–2019
Die TV-Serie Schuld nach Ferdinand von Schirach besteht aus drei Staffeln.
Im Mai 2013 kündigte das ZDF an, auch Kurzgeschichten aus dem Band Schuld unter dem Titel Schuld nach Ferdinand von Schirach zu verfilmen. Moritz Bleibtreu spielte die Hauptrolle. Nach dem Vorbild von Netflix stellte das ZDF zum ersten Mal alle Folgen vor ihrer Ausstrahlung online in die Mediathek.
Im Juni 2016 wurde bekannt, dass Oliver Berben und das ZDF eine zweite Staffel aus dem Erzählungsband Schuld drehen, erneut mit Moritz Bleibtreu in der Hauptrolle. Die vier neuen Folgen wurden ab dem 15. September 2017 im ZDF gesendet und gleichzeitig komplett in der Mediathek veröffentlicht.
Im Oktober 2018 wurde bekannt, dass die Constantin Film eine dritte und letzte Staffel von Schuld nach Ferdinand von Schirach dreht. Moritz Bleibtreu spielte erneut die Hauptrolle. Das Format wurde für das ZDF von Oliver Berben und Jan Ehlert für die Berliner Moovie GmbH produziert. Im Juli 2019 hatte die dritte Staffel der TV-Serie auf dem Filmfest München ihre Premiere.

### „Terror – Ihr Urteil“, 2016
Das Erste zeigte in Deutschland, zusammen mit ORF 2 in Österreich und SRF in der Schweiz, am 17. Oktober 2016 mit Terror – Ihr Urteil eine Verfilmung des Theaterstücks Terror, mit der Möglichkeit einer Abstimmung der Zuschauer. Es gilt als das bislang größte Live-Experiment im deutschsprachigen Fernsehen. Die an den Film anschließende Diskussion hart aber fair wurde von Frank Plasberg moderiert. In Österreich wurden anschließend in der Sendung Am Schauplatz Gericht spezial Film und Abstimmung diskutiert. In der Schweiz gab es dazu parallel ebenfalls eine nachfolgende Diskussionsrunde „Arena spezial“.
Thomas Fischer, seinerzeit Vorsitzender Richter am BGH, bezeichnete die Sendung in seiner Zeit-Kolumne als „Rechtsshow der billigsten Sorte“ und kritisierte, der Autor von Schirach verstehe vom Strafrecht nichts: „Er mag in seinen holzschnittartigen Kriminalgeschichten all die Mörder und Räuber umherschleichen lassen, wie er will, aber er sollte die Finger von ernsthaften Strafrechtsfragen lassen. Wer Rechtswidrigkeit und Schuld so verheerend durcheinanderbringt, sollte wahrlich keine Aufklärungsstücke über unzureichende Strafrechtsdogmatik verfassen“. Der Medienrechtler Christian Schertz erklärte, dass die im Ansatz sicherlich berechtigte Kritik von Volljuristen wie dem „polternden“ Richter Fischer verkenne, dass es sich bei dem Film um Kunst handele. So wie die Satire massiv überzeichnen dürfe, dürfe der Schriftsteller oder Drehbuchautor mit Mitteln der Vereinfachung dramatisieren, um beim Zuschauer Emotionen hervorzurufen und ein intensiveres Nachdenken über Grundfragen des Seins anzustoßen. Es ginge darum, eine Diskussion zu elementaren Fragen anzutreten; das sei Schirach durch die kritisierte Vereinfachung gelungen und sei sicherlich auch sein Ziel gewesen.
Auch der ehemalige Richter des Bundesverfassungsgerichts Udo Di Fabio erklärte im heute-journal, das Bundesverfassungsgericht habe diesen Fall gerade nicht entschieden, sondern nur über die gesetzliche Grundlage geurteilt. Die Zuspitzung in Schirachs fiktivem Fall sei natürlich bewusst dramaturgisch gewählt, um den verfassungsrechtlichen Grenzfall darzustellen. Es werde durch das Theaterstück und den Film das Dilemma des Staates gezeigt, der die Bürger in dem Flugzeug und die Bürger im Stadion schützen müsse und das nicht gleichzeitig könne. Dieses Dilemma sei durch das Recht nicht eindeutig zu lösen. Die Verfassung sei ein offener Diskussionsprozess, man dürfe auch nach einer Entscheidung des Bundesverfassungsgerichtes darüber diskutieren, ob das Recht den moralischen Vorstellungen entspricht. Deshalb seien solche Zuschauervoten eine „spannende Äußerung des common sense“.
Nach einer Auswertung der Fachzeitschrift Blickpunkt Film war Terror – Ihr Urteil der erfolgreichste ARD-Fernsehfilm des Jahres 2016. Lars Kraume gewann mit dem Film den Deutschen Fernsehpreis 2017 für die beste Regie. Der Film wurde mit der Rose d’Or 2017 ausgezeichnet.

### „Der weiße Äthiopier“, 2016
Am 21. Dezember 2016 sendete die ARD den 2014/2015 gedrehten Film Der weiße Äthiopier (110 min). Darsteller: Jürgen Vogel, Paula Kalenberg, Thomas Thieme, Sayat Demissie; Regie Tim Trageser; Buch Heinrich Hadding. Dieser basiert auf der Kurzgeschichte Der Äthiopier des Bandes Verbrechen. Der Film gewann den Publikumspreis 2015 des Festivals des Deutschen Films und die Gold World Medal des New York Festivals.

### „Asphaltgorillas“, 2018
Am 30. August 2018 kam der in Berlin und Tokio gedrehte Film Asphaltgorillas in der Regie von Detlev Buck unter anderen mit Ella Rumpf, Jannis Niewöhner, Samuel Schneider und Kida Khodr Ramadan in die Kinos. Der Film beruht auf der Kurzgeschichte Der Schlüssel aus dem Band Schuld. Die Premiere war auf dem Filmfest München am 5. Juli 2018.

### „Der Fall Collini“, 2019
Im Juli 2018 teilte die Constantin Film mit, dass Schirachs Roman Der Fall Collini verfilmt wird, mit Marco Kreuzpaintner als Regisseur und den Schauspielern Elyas M’Barek, Heiner Lauterbach und Alexandra Maria Lara in den Hauptrollen. Der Film kam am 18. April 2019 in die Kinos.
Die ehemalige Präsidentin des Zentralrats der Juden in Deutschland Charlotte Knobloch erklärte zu dem Film: „Der Fall Collini zeigt die Irrwege und Sackgassen der Vergangenheitsbewältigung in Deutschland auf und macht das Erinnern am Beispiel einer fiktiven Geschichte auch für jüngere Generationen erfahrbar. Ein Film mit einer so bedeutenden und ausdrucksstarken Geschichte sollte von möglichst vielen Menschen gesehen werden!“

### „Gott“, 2020
GOTT von Ferdinand von Schirach, die TV-Adaption des gleichnamigen Theaterstücks, wurde am 23. November 2020 erstmals im Ersten ausgestrahlt. Danach konnten die TV-Zuschauer ihre Stimme online und per Telefon abgeben und die Frage: „Unter welchen Umständen darf man einem Menschen helfen, sich das Leben zu nehmen? Muss der Staat selbstbestimmtes Sterben ermöglichen? Soll Herr Gärtner das tödliche Medikament bekommen?“ beantworten. Das Ergebnis von 70,8 % Ja, zu 29,2 % Nein wurde durch Frank Plasberg in seiner Sendung hart aber fair mit Experten diskutiert. Gleichzeitig mit der Ausstrahlung im Ersten gab es den Film im Rahmen der Eurovision im Schweizer SRF zu sehen – auch dort mit einer Diskussionsrunde nach der Ausstrahlung. Die Ausstrahlung im österreichischen ORF wurde nach dem Terroranschlag in Wien am 2. November 2020 auf 4. März 2021 verschoben.
Mehrere Palliativmediziner und Psychologen warfen Ferdinand von Schirach in einem offenen Brief vor, der Film stelle die falsche Frage. Diese sei nämlich, ob es ein Recht auf einen „assistierten“ Suizid gebe. Eine zweite Gruppe von Palliativmedizinern, Juristen und Ethikern protestierte dagegen in einer Replik: Der genannte offene Brief interpretiere das Urteil des Bundesverfassungsgerichts falsch und stelle den Film verzerrt dar. Außerdem sei die Behauptung falsch, Schirach habe die Mediziner „aus der Zeit gefallen“ dargestellt. In Wirklichkeit seien Ärzteverbandvertreter in den vergangenen Jahren mit exakt jenen Argumenten und Sichtweisen aufgetreten, wie sie in Schirachs Film zu hören seien.

### „Feinde“ (ehem. „Der Feind“), 2021
Auf der Jahrespressekonferenz der ARD am 3. Dezember 2019 wurde bekannt gegeben, dass die MOOVIE im Auftrag der ARD Degeto Der Feind nach einem Konzept und einem Drehbuch von Ferdinand von Schirach verfilmt; Vorbild ist der Fall Jakob von Metzler. Zum zweiten Mal in der Geschichte des deutschen Fernsehens wurde mit Ferdinand von Schirach: Feinde (ehem. Der Feind – Recht oder Gerechtigkeit nach Ferdinand von Schirach) ein Projekt zeitsynchron im Ersten sowie in allen Dritten Programmen der ARD ausgestrahlt. Die Hauptrollen wurden von Klaus Maria Brandauer und Bjarne Mädel gespielt.
Der gleiche Fall, die Entführung eines Mädchens, wurde gleichzeitig aus der Perspektive des ermittelnden Polizeibeamten und des Strafverteidigers erzählt. Zur Hauptsendezeit lief am 3. Januar 2021 im Ersten und auf SRF 1 Ferdinand von Schirach: Feinde – Gegen die Zeit. Gleichzeitig war in den neun Dritten Programmen der ARD, ONE und ORF 2 Ferdinand von Schirach: Feinde – Das Geständnis zu sehen; der jeweils andere Film wurde auf allen Sendern noch am gleichen Abend gezeigt. Im Ersten folgte im Anschluss an den ersten Film eine halbstündige Reportage.
Im Ersten sahen den Handlungsstrang Feinde – Gegen die Zeit 7,96 Millionen (21,8 Prozent) Zuschauer, die andere Perspektive Feinde – Das Geständnis sahen 2,49 Millionen Zuschauer (6,8 Prozent) in den Dritten und beim Spartensender ONE. Danach sahen den jeweils anderen Film noch einmal 4,829 Millionen Zuschauer. In der Summe haben die Filme und die Dokumentation knapp 15,28 Millionen Zuschauer gesehen.

### „Glauben“, 2021
Ferdinand von Schirach – Glauben ist eine deutsche Miniserie, die seit 4. November 2021 auf dem Streaminganbieter RTL+ verfügbar ist. Sie behandelt die Wormser Prozesse, in denen 25 Personen des massenhaften Kindesmissbrauchs angeklagt und freigesprochen wurden, welche ursprünglich von 1994 bis 1997 stattfanden, für das siebenteilige Drama jedoch in die Gegenwart versetzt wurden. Ferdinand von Schirach schrieb für die Serie das Drehbuch.

## Breitenwirkung
- Schirach veröffentlichte Texte im Spiegel, Kurzgeschichten erschienen auch in der Süddeutschen Zeitung und der Frankfurter Allgemeinen Zeitung. Auch im Ausland sind Essays erschienen, z. B. druckte die größte spanische Zeitung El País Schirachs Essay aus dem Spiegel Die Würde ist antastbar unter der Überschrift ¿Tortura salvadora? neben einem Interview ab.[127] In Japan, wo Schirachs Bücher Bestseller sind, wurden Verbrechen und Schuld am Tokyo Metropolitan Theater von dem bekannten Schauspieler Isao Hashizume in einer dramatisierten Fassung vorgetragen.
- Ferdinand von Schirach ist einer der wenigen deutschen Schriftsteller, die international erfolgreich sind. So wurde Der Fall Collini 2013 in England öfter verkauft als John Grishams letzter Roman.[128] In Japan wurde auf dem Grand-Prix für Internationale Kriminalliteratur der Kurzgeschichtenband Verbrechen nach Der Name der Rose auf Platz 2 der 100 besten Krimis aller Zeiten gewählt.[129] Im Juni 2015 wurde der Roman Tabu in einer Theatertranskription im Tokyo Metropolitan Theater uraufgeführt.[130]
- 2019 hielt Schirach eine vielbeachtete Rede auf der Internationalen Buchausstellung in Taipeh (Taiwan) im Rahmen des Auftritts Deutschlands als Ehrengast auf der TIBE Taipei.[131]
- Auf 3sat wurde im März 2019 „Dialoge in Südfrankreich“, ein Film über die dreitägige Begegnung zwischen Anselm Kiefer und Ferdinand von Schirach, gezeigt.[132]
- Im ZDF wurde am 13. September 2019 eine einstündige Dokumentation über Ferdinand von Schirach mit dem Titel: „Die Würde des Menschen“ gezeigt.[133] Der Film zeigte unter anderem das Jesuitenkolleg St. Blasien und Zusammentreffen Schirachs mit Anselm Kiefer in Südfrankreich, Benjamin von Stuckrad-Barre in Venedig und der Influencerin Xenia Adonts in Berlin.

## Vortrag und Musik
- Die Stiftung Berliner Philharmoniker präsentierte am 16. Mai 2013 in Zusammenarbeit mit Schirach eine neue Kammermusik-Serie: Plädoyer.[134]
- Ferdinand von Schirach war 2017 der Festredner der Salzburger Festspiele.[135]
- 2018 traten Ferdinand von Schirach und der Komponist und Pianist Malakoff Kowalski gemeinsam im Berliner Ensemble[136] und in der Hamburger Elbphilharmonie[137] auf.
- 2019 trat Ferdinand von Schirach gemeinsam mit dem WDR-Sinfonieorchester unter dem finnischen Dirigenten Jukka-Pekka Saraste in der Kölner Philharmonie auf und hielt dort eine Rede mit dem Titel „Freiheit und Würde“.[138] 2018 war der erste Gast der neuen Reihe „Musik im Dialog“ Wolfgang Schäuble.

## Schauspiel
Im Jahre 2016 hatte Schirach sein Debüt als Schauspieler in einer Nebenrolle in dem Kinofilm Ferien von Bernadette Knolle neben Britta Hammelstein und Detlev Buck. Seit 2023 tritt er als Schauspieler im Rahmen einer Tournee in der Welturaufführung seines eigenen Einpersonen-Theaterstücks Regen auf.

## Auszeichnungen
- 2010: Stern des Jahres für Literatur der Münchner Abendzeitung
- 2010: Kleist-Preis, für seinen Erzählband Verbrechen
- 2011: Berliner Bär (B.Z.-Kulturpreis) für Literatur
- 2011: Longlist Prix Médicis, für Crimes[142]
- 2012: Honya Taishō – Großer Preis der Buchhändler Japans in der Kategorie „Übersetzungen“ bzw. „internationale Literatur“[143]
- 2014: Finalist Los Angeles Times Book Prize
- 2014: Honya Taishō – Großer Preis der Buchhändler Japans in der Kategorie „internationale Literatur“, für Der Fall Collini (2. Platz zusammen mit Stephen King und Rachel Joyce)[144]
- 2015: Bayerischer Fernsehpreis, für seine Leistungen als Buchautor der Erzählung und des Films „Volksfest“ (ZDF)
- 2016: Shortlist Prix Médicis, für Tabou[145]
- 2017: Romy, für Terror – Ihr Urteil[146]
- 2017: Rose d’Or, für Terror – Ihr Urteil
- 2018: Ricarda-Huch-Preis[147]
- 2021: Canneseries Festival, Best Screenplay und Dior Grand Prize für Ferdinand von Schirach – Glauben[148][149][150]

## Schriften (Auswahl)
- Verbrechen. Piper, München 2009, ISBN 978-3-492-05362-4.
- Schuld. Piper, München 2010, ISBN 978-3-492-05422-5. (Vorabdruck der ersten Geschichte: Volksfest. Kulturspiegel 10, 26. September 2009). Hörbuch ISBN 978-3-86952-046-9.
- Der Fall Collini. Piper, München 2011, ISBN 978-3-492-05475-1. Hörbuch ISBN 978-3-86952-103-9.
- Carl Tohrbergs Weihnachten. Piper, München 2012, ISBN 978-3-492-05552-9.
- Tabu. Piper, München 2013, ISBN 978-3-492-05569-7. Hörbuch ISBN 978-3-86952-176-3.
- Die Würde ist antastbar. Piper, München 2014, ISBN 978-3-492-05658-8. Hörbuch, Hörbuch Hamburg, Hamburg, ISBN 978-3-86952-221-0.[151]
- Terror. Ein Theaterstück und eine Rede. Piper, München 2015, ISBN 978-3-492-05696-0.
- Mit Alexander Kluge: Die Herzlichkeit der Vernunft. Luchterhand, München 2017, ISBN 978-3-630-87591-0. (Vorabdruck des ersten Gesprächs: Das Schöne ist ein ganz komplizierter Begriff, Literarische Welt, 30. September 2017)
- Strafe. Stories. Luchterhand, München 2018, ISBN 978-3-630-87538-5. (Platz 1 der Spiegel-Bestsellerliste vom 17. März bis zum 6. April und vom 14. bis zum 27. April 2018)
- Kaffee und Zigaretten. Luchterhand, München 2019, ISBN 978-3-630-87610-8. Hörbuch, der Hörverlag, München, ISBN 978-3-8445-3298-2.
- Mit Alexander Kluge: Trotzdem. Luchterhand, München 2020, ISBN 978-3-630-87658-0.
- Gott. Luchterhand, München 2020, ISBN 978-3-630-87629-0.
- Jeder Mensch. Luchterhand, München 2021, ISBN 978-3-630-87671-9.
- Nachmittage. Luchterhand, München 2022, ISBN 978-3-630-87723-5.
- Regen. Eine Liebeserklärung. Luchterhand, München 2023, ISBN 978-3-630-87738-9.
- Sie sagt. Er sagt. Ein Theaterstück. btb, München 2024, ISBN 978-3-442-77466-1.

Reden
- Jeder kann zum Mörder werden. In: Tagesspiegel, 21. November 2010 (Rede Schirachs zur Verleihung des Kleist-Preises).
- Von Schirachs Hymne auf Berlin. In: B.Z. (Rede Schirachs zur Verleihung des B.Z.-Kulturpreises).

Interviews und Gespräche
- Johanna Adorján: Verbrechen und andere Kleinigkeiten. Frankfurter Allgemeine Zeitung, 18. August 2009
- Gil Eilin Jung: „Manchmal treffe ich Menschen, vor denen ich Angst haben müsste“. Legal Tribune online, 10. Mai 2010
- Gero von Boehm: Ferdinand von Schirach. 8. Juli 2010. Interview in: Begegnungen. Menschenbilder aus drei Jahrzehnten. Collection Rolf Heyne, München 2012, ISBN 978-3-89910-443-1, S. 722–729.
- Philipp Peyman Engel: „Man kann keine Ehrfurcht vor dem Bösen haben.“ Jüdische Allgemeine, 12. August 2010.
- Tobias Haberl: „Es geht nicht um Einsamkeit, es geht um Distanz“. In: Süddeutsche Zeitung Magazin 38/2014. 19. September 2014, abgerufen am 24. September 2014.
- Ferdinand von Schirach: Vom Fremdsein in der Welt |SRF Sternstunde Philosophie, 8. Oktober 2018
- Gespräch mit Alfred Schier, 2. März 2019

Hörspiele
- 2014: Der Fall Collini. Regie: Uwe Schareck. WDR.